# 云霄路站
云霄路站是广州地铁14号线的在建车站，位于中国广东省广州市白云区机场路萧岗大马路口。

## 车站结构
云霄路站为地下三层岛式车站，全长140.6米，标准段宽为22.9米，基坑开挖深度约23.2至24.3米。

### 车站楼层
| 地下一层 | 站厅                       | 售票機、客服中心、商店、警务室、安检设施 |  |  |
| 地下二层 | 设备层                     | 车站设备                                 |  |  |
| 地下三层 | 2 站台                     | █14号线 广州火车站方向（下站：乐嘉路）   |  |  |
|          | 岛式站台（卫生间、母婴室） |                                          |  |  |
|          | 1 站台                     | █14号线 东风方向（下站：新市墟）         |  |  |

### 站台
云霄路站设有一个岛式站台，位于地下三层，沿机场路东侧敷设。

## 历史
14号线在二期规划初步方案中在机场路岗贝路口设置本站，并计划将本站作为与12号线的换乘站。后14号线增设多个车站，本站亦因此向北移至现时位置，而12号线为接駁國鐵棠溪站（现广州白云站）的規劃需求，12号线西段線位稍作修改，往北繞行，不再途经本站，最终本站随着14号线二期工程批复而得以兴建。
本站在规划及建设被时命名为岗贝站。2025年7月，广州市交通运输局公示14号线二期初定站名，本站拟命名为云霄路站。
车站于2019年6月30日开始围护结构施工，2022年6月实现主体结构封顶。

## 事件
2025年8月3日，本站发生一起物体打击事故，造成1人死亡。